# 石田信次
石田 信次（いしだ のぶじ、旧姓：高野、1884年10月11日 - 1960年10月31日）は、明治・大正・昭和時代の日本の教育者。

## 来歴・人物
新潟県三島郡与板町岩方（現長岡市）出身。三島郡立与板高等小学校（現長岡市立与板小学校）を経て1906年新潟師範学校卒業後、小学校教諭となり新潟県内各校に赴任した。
1922年、開校して間もない新潟市立万代尋常小学校（現新潟市立万代長嶺小学校）校長に就任した。学習以前の問題が根深く存在していた当時の同校に於いて、7年間にわたって能力別編成による授業などの「万代教育」といわれる教育活動に取り組み、大正期の新教育実践者として知られた。その後は現在の新潟市立沼垂小学校、新潟市立白山小学校校長を務めた。
退職後、1941年から1960年まで私立新潟女子工芸学校（現新潟青陵高等学校）校長に就任し、学校発展の礎を築いた。また、新潟県選挙管理委員長等の要職を歴任した。